# Campeonato Europeo de Hockey sobre Hierba Masculino de 2003
El IX Campeonato Europeo de Hockey sobre Hierba Masculino se celebró en Barcelona (España), entre el 1 y el 13 de septiembre de 2003, bajo la organización de la Federación Europea de Hockey (EHF) y la Real Federación Española de Hockey (RFEH). Los partidos se disputaron en el Estadio del Parc del Migdia, que fue el escenario principal y sede de la final, y el Estadio Pau Negre, ambos en el Complejo Deportivo Municipal Pau Negre, en el Anillo Olímpico de Montjuïc.

## Grupos
| Grupo A  | Grupo B      |
| -------- | ------------ |
| Alemania | Escocia      |
| Bélgica  | Inglaterra   |
| España   | Italia       |
| Francia  | Países Bajos |
| Irlanda  | Polonia      |
| Rusia    | Suiza        |

## Fase preliminar

### Grupo A
| Equipo   | J | G | E | P | GF | GC | DG  | PTS |
| -------- | - | - | - | - | -- | -- | --- | --- |
| Alemania | 5 | 5 | 0 | 0 | 21 | 5  | +16 | 15  |
| España   | 5 | 4 | 0 | 1 | 22 | 11 | +11 | 12  |
| Francia  | 5 | 2 | 1 | 2 | 11 | 11 | 0   | 7   |
| Bélgica  | 5 | 1 | 2 | 2 | 13 | 13 | 0   | 5   |
| Irlanda  | 5 | 1 | 1 | 3 | 12 | 17 | -5  | 4   |
| Rusia    | 5 | 0 | 0 | 5 | 2  | 24 | -22 | 0   |

- Encuentros disputados

| Fecha    | Partido  | Partido | Partido  | Resultado |
| -------- | -------- | ------- | -------- | --------- |
| 01.09.03 | Francia  | -       | Rusia    | 3 - 0     |
| 01.09.03 | Bélgica  | -       | Alemania | 1 - 4     |
| 01.09.03 | Irlanda  | -       | España   | 4 - 6     |
| 03.09.03 | Alemania | -       | Francia  | 2 - 0     |
| 03.09.03 | Rusia    | -       | Irlanda  | 0 - 3     |
| 03.09.03 | España   | -       | Bélgica  | 3 - 2     |
| 04.09.03 | Irlanda  | -       | Alemania | 1 - 4     |
| 04.09.03 | Francia  | -       | Bélgica  | 2 - 2     |
| 04.09.03 | Rusia    | -       | España   | 0 - 5     |
| 06.09.03 | Irlanda  | -       | Francia  | 1 - 4     |
| 06.09.03 | Rusia    | -       | Bélgica  | 1 - 5     |
| 06.09.03 | Alemania | -       | España   | 3 - 2     |
| 08.09.03 | Bélgica  | -       | Irlanda  | 3 - 3     |
| 08.09.03 | Alemania | -       | Rusia    | 8 - 1     |
| 08.09.03 | España   | -       | Francia  | 6 - 2     |

### Grupo B
| Equipo       | J | G | E | P | GF | GC | DG  | PTS |
| ------------ | - | - | - | - | -- | -- | --- | --- |
| Países Bajos | 5 | 4 | 0 | 1 | 25 | 9  | +16 | 12  |
| Inglaterra   | 5 | 3 | 1 | 1 | 14 | 9  | +5  | 10  |
| Polonia      | 5 | 3 | 0 | 2 | 18 | 13 | +5  | 9   |
| Escocia      | 5 | 3 | 0 | 2 | 10 | 11 | -1  | 9   |
| Italia       | 5 | 1 | 1 | 3 | 4  | 17 | -13 | 4   |
| Suiza        | 5 | 0 | 0 | 5 | 8  | 20 | -12 | 0   |

- Encuentros disputados

| Fecha    | Partido      | Partido | Partido      | Resultado |
| -------- | ------------ | ------- | ------------ | --------- |
| 02.09.03 | Escocia      | -       | Polonia      | 3 - 4     |
| 02.09.03 | Inglaterra   | -       | Italia       | 2 - 2     |
| 02.09.03 | Suiza        | -       | Países Bajos | 2 - 8     |
| 04.09.03 | Polonia      | -       | Suiza        | 3 - 2     |
| 04.09.03 | Países Bajos | -       | Inglaterra   | 0 - 3     |
| 04.09.03 | Italia       | -       | Escocia      | 0 - 1     |
| 05.09.03 | Polonia      | -       | Países Bajos | 3 - 4     |
| 05.09.03 | Suiza        | -       | Italia       | 1 - 2     |
| 05.09.03 | Escocia      | -       | Inglaterra   | 2 - 1     |
| 07.09.03 | Países Bajos | -       | Escocia      | 5 - 1     |
| 07.09.03 | Italia       | -       | Polonia      | 0 - 5     |
| 07.09.03 | Inglaterra   | -       | Suiza        | 4 - 2     |
| 08.09.03 | Italia       | -       | Países Bajos | 0 - 8     |
| 08.09.03 | Suiza        | -       | Escocia      | 1 - 3     |
| 08.09.03 | Polonia      | -       | Inglaterra   | 3 - 4     |

## Fase final
|  | Semifinales   | Semifinales   |   |               | Final         | Final |  |
|  |               |               |   |               |               |       |  |
|  |               |               |   |               |               |       |  |
|  | 11 / 9 / 2003 |               |   |               |               |       |  |
|  | Alemania      | 5             |   |               |               |       |  |
|  | Inglaterra    | 1             |   |               |               |       |  |
|  |               |               |   |               |               |       |  |
|  |               |               |   |               | 13 / 9 / 2003 |       |  |
|  |               |               |   |               | Alemania      | 6     |  |
|  |               | España        | 5 |               |               |       |  |
|  |               |               |   |               |               |       |  |
|  |               |               |   |               |               |       |  |
|  |               |               |   |               | Tercer lugar  |       |  |
|  | 11 / 9 / 2003 | 11 / 9 / 2003 |   | 13 / 9 / 2003 | 13 / 9 / 2003 |       |  |
|  | Países Bajos  | 2             |   | Inglaterra    | 7             |       |  |
|  | España        | 5             |   |               | Países Bajos  | 6     |  |

### Puestos 9º a 12º
| Fecha    | Partido | Partido | Partido | Resultado |
| -------- | ------- | ------- | ------- | --------- |
| 10.09.03 | Irlanda | -       | Suiza   | 5-2       |
| 10.09.03 | Italia  | -       | Rusia   | 2-1       |

### Puestos 5º a 8º
| Fecha    | Partido | Partido | Partido | Resultado |
| -------- | ------- | ------- | ------- | --------- |
| 10.09.03 | Francia | -       | Escocia | 4-2       |
| 10.09.03 | Polonia | -       | Bélgica | 4-5       |

### Semifinales
| Fecha    | Partido      | Partido | Partido    | Resultado |
| -------- | ------------ | ------- | ---------- | --------- |
| 11.09.03 | Alemania     | -       | Inglaterra | 5-1       |
| 11.09.03 | Países Bajos | -       | España     | 2-5       |

### Undécimo lugar
| Fecha    | Partido | Partido | Partido | Resultado |
| -------- | ------- | ------- | ------- | --------- |
| 12.09.03 | Suiza   | -       | Rusia   | 4-2       |

### Noveno lugar
| Fecha    | Partido | Partido | Partido | Resultado |
| -------- | ------- | ------- | ------- | --------- |
| 12.09.03 | Irlanda | -       | Italia  | 3-2       |

### Séptimo lugar
| Fecha    | Partido | Partido | Partido | Resultado |
| -------- | ------- | ------- | ------- | --------- |
| 12.09.03 | Escocia | -       | Polonia | 1-2       |

### Quinto lugar
| Fecha    | Partido | Partido | Partido | Resultado |
| -------- | ------- | ------- | ------- | --------- |
| 12.09.03 | Francia | -       | Bélgica | 4-3       |

### Tercer lugar
| Fecha    | Partido    | Partido | Partido      | Resultado         |
| -------- | ---------- | ------- | ------------ | ----------------- |
| 13.09.03 | Inglaterra | -       | Países Bajos | 1-1 7-6 (t. pen.) |

### Final
| Fecha    | Partido  | Partido | Partido | Resultado         |
| -------- | -------- | ------- | ------- | ----------------- |
| 13.09.03 | Alemania | -       | España  | 1-1 6-5 (t. pen.) |

## Medallero
|          |        |            |
| Alemania | España | Inglaterra |

## Estadísticas

### Clasificación general
| 1. Alemania     |
| 2. España       |
| 3. Inglaterra   |
| 4. Países Bajos |
| 5. Francia      |
| 6. Bélgica      |
| 7. Polonia      |
| 8. Escocia      |
| 9. Irlanda      |
| 10. Italia      |
| 11. Suiza       |
| 12. Rusia       |

### Máximos goleadores
| Jugador         | Selección | Goles |
| --------------- | --------- | ----- |
| Santi Freixa    | España    | 9     |
| Justin Sherriff | Irlanda   | 9     |
| Björn Michel    | Alemania  | 8     |